# Битка за Стаљинград
Стаљинградска битка (рус. Сталинградская битва) је била главна прекретница у Другом светском рату, и сматра се најкрвавијом битком у људској историји. Трајала је од 17. јула 1942. до 2. фебруара 1943. године.
Битку су обележили бруталност и небрига за цивилне жртве са обе стране. Битка се састојала из немачке опсаде руског града Стаљинграда (данашњи Волгоград), битке унутар града, и совјетске контраофанзиве у којој су коначно биле заробљене и уништене немачке и остале снаге Сила Осовине око града. Укупни губици у људству се процењују на између 1,5 и 2 милиона.
Силе Осовине су изгубиле око четвртине укупног људства на источном фронту и до краја рата нису се опоравиле. То је био њихов први велики пораз у овом рату. За Совјете, који су изгубили преко милион војника и цивила за време битке, победа код Стаљинграда је значила почетак ослобођења Совјетског Савеза, и пут ка коначној победи над нацистичком Немачком, 1945. године.
Док у односу на завршетак битке нема недоумица (Паулус 2. фебруара 1943. потписује акт о предаји преосталих снага Вермахта снагама Црвене армије), у односу на њен почетак међу историчарима владају несугласице коју операцију Вермахта треба сматрати почетком ове битке. Тако се у изворима налазе наводи о њеном почетку од јуна па све до септембра 1942. године.
Такође, несугласице постоје и у односу на број жртава те битке: процене се крећу од 700.000 па све до 2 милиона погинулих војника и цивила.

## Предисторија
Дана 22. јуна 1941. Немачка и њене савезнице, силе Осовине, извршиле су инвазију на Совјетски Савез са 4,3 милиона војника. Њихове трупе су брзо напредовале на фронту од Баренцовог до Црног мора, наносећи тешке поразе Црвеној армији, која је претходно осакаћена Стаљиновим чисткама.
Почетком септембра 1941. немачка и финска војска је опсела Лењинград. До октобра 1941. Група армија „југ“ у операцији "Барбароса" заузела је велики део Украјине са градовима Кијев и Одеса. Група армија „центар“ је за то време заузела Минск, Витебск и Смоленск, и 30. септембра започела напад на Москву („операција Тајфун“). Совјетске снаге су извршиле контранапад великих размера из предграђа руске престонице децембра 1941. Немачка војска, исцрпљена и слабо опремљена за зимско ратовање и са проређеним линијама за снабдевање, одбачена је од 150–250 km од Москве.
Хитлер је сматрао да нема довољно ресурса за истовремена дејства на свим фронтовима, па је тако 3. јануара 1942. саопштио јапанском посланику Ошими: „Мој циљ ће бити напредовање на јужном фронту. Решио сам, да када се време поправи, нападнем Кавказ. То је најважнији подухват.“ Овакво Хитлерово размишљање није нимало чудно ако се има на уму чињеница да је од 30 милиона тона сирове нафте, колико је 1938. године било извађено у Совјетском Савезу, скоро три четвртине потицало из региона око Бакуа, даљих 16% из севернокавкаских нафтоносних поља око Мајкопа, Грозног и Дагестана, а само једна десетина је била произведена у другим деловима Совјетског Савеза. Очигледно је да се Хитлер спремао за један дуготрајан рат — рат против англо-америчких оружаних снага иза којих су стајали скоро неисцрпни ресурси. Након немачке објаве рата САД 10. децембра 1941, ситуација у сировинама постаје веома важан предмет у стратешкој рачуници Трећег рајха.
Тако је направљен план да немачка војска напредује до нафтних поља уз Каспијско море и стратешки важног града Стаљинград на реци Волги. Хитлер је директивом бр. 41 од 5. априла 1942. као стратешки циљ немачке летње офанзиве одредио да се: „коначно уништи остатак постојеће совјетске одбрамбене моћи и да се освоји што више важних ратнопривредних извора енергије... У сваком случају мора се покушати стићи до самог Стаљинграда или га, у најмању руку, ставити под дејство нашег тешког наоружања, тако да буде елиминисан као даљи центар индустрије наоружања и саобраћаја“.
У мају 1942. совјетска војска је покушала да пробије немачке линије код Харкова, али је у томе осујећена. То је био увод у немачко-мађарски контранапад, операцију Плаво. Њоме су силе Осовине намеравале да освоје Вороњеж и устале се на левој обали реке Дон.

## Немачке јединице пред битку и током самог тока битке
Немачка војска која је 22. јуна 1941. године напала Совјетски Савез била је до тада најмодернија и најопремљенија војска на свету. Велики део војног капацитета Вермахта ангажован је на преко 3.000 km дугом фронту против Црвене армије. Хитлер се надао како ће за само шест недеља поразити Црвену армију. Правац напада ишао је у три смера и то ка Лењинграду, Москви и југу, тачније Кавказу (рејон борбе ће бити пребачен на Стаљинград и ту ће се већи део борби и одиграти).
У овој бици учествовала је група армија Југ, тачније позната немачка 6. армија за коју је највећи терет битке био и везан. Заповедник је био Фридрих Паулус. Хитлер није имао стварни разлог да освоји Стаљинград. Могао га је опколити и наставити даље, али ово су били чисто идеолошки него војни циљеви који су додатно оптеретили немачку војску која се неће лако опоравити од овог пораза. Највећа грешка коју је Хитлер починио била је то што је своје снаге поделио на два дела, тачније група армија Југ је подељена на групу армија А и Б. Град је могао бити заузет без већих проблема, али немачке јединице извршиле су огромну инвазију на Кавказ да би дошле до извора нафте која је била неопходна за ратну машинерију.
Шеста армија је бројала 300.000 војника у тренутку напада на Стаљинград, док је стварни број немачких војника био већи. 6. армију јула месеца подржавало је 400 тенкова и других самоходних возила, а касније 675, као и 1.200 авиона који су тешко бомбардовали сам град као и реку Дон. Задатак 6. армије је био да форсира реку Дон и заузме град. Учествовала је поред 6. и 17. армија, 4. оклопна армија.
Паулус је знао у којој ситуацији се налази 6. армија и да она није јака као што је Хитлер предвиђао да јесте. Он је знао да неће моћи на лак и једноставан начин да истера Црвену армију из града, а уз то она је непрестано довлачила појачања у град железницом и преко реке Волге која је непрестано бомбардована из ваздуха и са земље тешком артиљеријом. Паулус је морао да ангажује своје најбоље јединице у заштиту десног крила, да би остале немачке јединице могле без опасности да надиру ка Кавказу. Знао је да Руси располажу великим снагама и да ће ако десно крило немачких армија бити пробијено, надируће немачке дивизије бити нападнуте а напад изгубити на снази, брзини и иницијативи. Када се састао са Хитлером у Виници, Паулус је био скептичан и није веровао да његове снаге могу лако заузети град једним брзим нападом и тражио је појачања у виду три добре дивизије. Када је 6. армија ојачана новим дивизијама, напад на Стаљинград претворио се у прави пакао који је довео до најкрвавијих борби на Источном фронту.
Немачка војска ће искусити нову врсту ратовања. Биће вођене тешке и крваве уличне борбе, а употреба војне технике биће изузетно смањена што ће допринети да немачке јединице буду развучене, а пешадија увучена у тешке губитке борећи се за сваку стопу самог града. Оно што би Немци дању освојили, ноћу би Совјети повратили и обратно. Суочиће се да је њихова тактика муњевитог рата у Стаљинграду неупотребљива, као и оклопне јединице које се нису могле кретати по граду због рушевина насталих током бомбардовања. Немачка војска употребиће велики број пешака који ће морати да сваки педаљ освојене територије грчевито бране. Поразу немачких војника допринеће и недовољна опремљеност за ратовање, пошто ће их зима стићи пре него што они буду успели да освоје територије које је Хитлер желео. Немачки војници ће бити исцрпљени, уморни, гладни, промрзли и деморалисани током свакодневних борби које ће водити. Немачке трупе неће имати ни зимску опрему која ће им бити неопходна, јер је Хитлер веровао да његове снаге могу за време летњих дана брзим нападима и продорима успети да стигну до задатих циљева и да ће Црвена армија на време бити опкољена и збрисана. Међутим, како је немачка војска све дубље напредовала отпор Црвене армије био је све жешћи и одлучнији. Зима и снег су почели полако да пристижу успоравајући или заустављајући немачке снаге, а доприносећи Совјетима навикнутим на те услове.
Поразу ће допринети и лоша опремљеност сателитске војске, нарочито румунске, италијанске и мађарске, које неће бити у стању да ефикасно заштити бокове немачких армија током напада због недовољне опреме, наоружања и обучености војника.
Независна Држава Хрватска послала је помоћ силама Осовине у нападу на Стаљинград. Оформили су легију јачине 10.000 људи и послали је на Источни фронт. Читава легија је изгинула у борбама или пала у заробљеништво. У тим борбама се највише истакао Марко Месић који је командовао хрватским легијама у нападу на сам град.

## Тактичке грешке
Немци су били велики мајстори у копненим биткама и знали су како задати ударац непријатељу. Стаљинград је показао све супротности немачких јединица. Тенкови који су били окосница немачке моћи нису били употребљиви јер су постајали лака мета руским браниоцима услед тешке покретљивости кроз рушевине самог града. Ваздухопловство је успело да уништи већину града и већ по првом бомбардовању бачено је 1.000 тона разорних бомби. Несвесно Немци су тако запечатили своју судбину. Немачка Врховна команда је град могла опколити, поставити артиљерију и непрестано га нападати авионима као и артиљеријом. Тек када људи буду изнурени бомбардовањем, опкољавањем и глађу принудити их на предају. Стаљинград је поседовао све услове да падне брже од Лењинграда али су Немци ту ситуацију погрешно протумачили. Немци су изгубили јер су све војне ресурсе уложили на уличне борбе у самом граду и тако додатно оптеретили своје снаге које нису навикле на споре и тешке борбе, већ на продоре и опкољавања. Да је Хитлер решио да са Стаљинградом учини исто као и са Лењинградом, победа би била могућа. Тада су могли ојачати јединице које су надирале ка нафтоносним пољима а уз то су могле напасти руске резерве које се још нису регруписале и кренуле да шаљу појачања опседнутом граду. Грешке Адолфа Хитлера су коштале Вермахт. Он је непромишљено делио своје снаге и додатно слабио поједине делове фронтова. Немци су оптерећено кретали у офанзивне операције. Превасходно им је недостајало заузеће битних нафтоносних поља а додатно су им снаге оптерећене опсадом Севастопоља и тешким заузећем Кримског полуострва. Стаљинград је више био идеолошки а не стратегијски град. Ако би га заузео, Хитлер је мислио да ће тада сломити дух Црвене армије, међутим он је само допринео да они ојачају и одбаце инвазионе трупе.

## Ефекти
Сама борба показала је невиђену бруталност освајача и жилавост бранилаца. Стаљинград ће увек бити симбол херојске одбране Руса над нацизмом.
1. Армија се више никада није вратила на бројно стање пре битке за Стаљинград и никада није била тако јака као у време напада. Та армија је дефакто жртвована. Од 300.000 војника у Немачку се вратило свега 5.000 преживелих.
2. Велики порази и огромни губици Вермахта код Стаљинграда нагло су погоршали војнополитички и економски положај Немачке и изазвали су у њој велику кризу. Примера ради, код Стаљинграда су губици Немачке у тенковима и аутомобилима били равни њиховој шестомесечној производњи у немачким фабрикама, губици у топовима су били равни четворомесечној, а у минобацачима и ватреном оружју - двомесечној производњи. Да би надокнадила тако велике губитке, немачка војна индустрија је морала да ради на граници могућности. Нагло се осетио и велики недостатак људства.[тражи се извор]
3. Катастрофа на Волги приметно је утицала и на морално стање Вермахта. У немачкој армији се повећао број дезертера и војника који су отказивали послушност командирима, а учестали су и ратни злочини. После Стаљинграда је немачки војни суд својим војницима изрицао знатно више смртних казни. Хитлерови војници нису више били тако истрајни у борбеним дејствима, почели су да се боје напада са крила и опкољавања. У једном делу политичког и војног врха испољило се опозиционо расположење према Хитлеру.[тражи се извор]
4. Немачки војници нису били спремни на овакву врсту ратовања. Они су били навикнути на брзе победе и продоре у својим операцијама. Ресурси за Стаљинградску битку су били толико потрошени, а војска деморалисана да чак ни до Курске битке 1943. године није могла да се опорави од пораза и блокаде у Стаљинграду. Већина војника није имала зимску опрему када су кретали у коначне нападе на територији Совјетског Савеза, па и самом Стаљинграду. Исхрана немачких трупа у граду је била забрињавајућа, док немачко ваздухопловство никада није успело да им достави предвиђен број залиха и снабде их. Немачки војници су прибегли безумљу и злочинима да би преживели Стаљинградски обруч, опљачкано је много цивила, хранили су се чак и коњским месом, а већина је била љута на Хитлера и Геринга што су их изневерили. Фелдмаршал Манштајн је покушао да помогне опкољеним трупама али без већег успеха. Немачки војници у Стаљинграду нису имали снаге и ресурсе да се координишу и нападну Црвену армију унутар града, док би Манштајнове оклопне јединице нападале споља. Много немачких војника је оставило своје кости на тлу Стаљинграда. Сурова зима и неадекватна опремљеност уз учестале нападе Црвене армије однели су велики данак. Када је сам напад започињао, немачки војници и њихови савезници су веровали у лагану победу. Жилавост отпора Црвене армије и неспособност савезника да заштите бокове немачких дивизија пољуљале су морал. Немачка ће код Курска покушати да поново опколи Црвену армију, али ће и тамо доживети страхотан пораз. Стаљинград је показао да је свака територија коју немачки војник освоји раван територији Француске коју су покорили за мање од шест недеља. Преживели војници никада нису могли да забораве патње и страхове које су преживели у Стаљинграду, и то је доказ да Адолф Хитлер није био при чистој свести и није марио за своје војнике који су се заклели да ће дати живот за свог омиљеног Фирера.[тражи се извор]
5. Победа Црвене армије код Стаљинграда потресла је војни врх Немачке, изазвала потиштеност њених савезника, посејала панику и проузроковала нерешиве противречности у њиховом табору. У жељи да се спасу од предстојеће катастрофе, власти Италије, Румуније, Мађарске и Финске почеле су да траже повод за иступање из рата и игнорисали су Хитлерова наређења о упућивању трупа на совјетско-немачки фронт. Од 1943. године се Црвеној армији не предају само поједини војници и официри, него читави одреди и јединице румунске, мађарске и италијанске војске. Заоштравају се односи између Вермахта и савезничких трупа.[тражи се извор] Потпуни слом нацистичке армаде код Стаљинграда допринео је отрежњењу владајућих кругова Јапана и Турске, и њиховом одустајању од уласка у рат против Совјетског Савеза.[тражи се извор] Успеси Црвене армије код Стаљинграда и касније у зимским операцијама 1942—1943. године утицали су на све већу међународну изолацију Немачке. Совјетске власти су 1942—1943. године успоставиле дипломатске односе са Аустријом, Канадом, Холандијом, Кубом, Египтом, Колумбијом и Етиопијом, а поново су успоставиле и раније прекинуте дипломатске везе са Луксембургом, Мексиком и Уругвајем.[тражи се извор]

Све то говори да је управо битка код Стаљинграда означила почетак преокрета у Другом светском рату у корист антихитлеровске коалиције. Боље речено, Стаљинград је омогућио да дође до тог преокрета.

## Немачко ваздухопловство у бици за Стаљинград
Немачке јединице у нападу на Стаљинград подржавао је Четврти ваздушни корпус јачине 1.216 бомбардера, ловаца и обрушујућих бомбардера. Коришћени су разни типови двомоторних бомбардера као што су Јункерс Ју-88 и Хајнкел Хе-111, обрушујући бомбардер Штука, транспортни авион Јункерс Ју-52 и Месершмит Bf 109.
Немачко ваздухопловство напало је град са разорним количинама бомби. Нападнути су чисто цивилни циљеви као и индустријски делови града. Тешко је бомбардована и река Волга где су Совјети покушали да снабдевају град и своје јединице. Река је непрестано бомбардована и нападана из митраљеза обрушујућим бомбардерима. Ваздухопловство је подржало немачку војску као и сама артиљерија. У првих неколико дана борби Немци су имали тоталну ваздушну премоћ.
Дејство јуришних бомбардера Четврте ваздушне флоте је било веома лоше, пошто су се водиле уличне борбе тако да се у самом граду није могла разазнати где је линија фронта и где се које јединице налазе. 23. августа немачко ваздухопловство је извело веома разорно бомбардовање Стаљинграда убивши и ранивши на хиљаде, изазивајући пожаре по многим деловима града. Страдали су и делови стамбених блокова од тешких ваздушних напада. Са удаљености се могао видети дим који је куљао из појединих делова града који су били бомбардовани.
Авијација је морала подржати копнене јединице Вермахта нападајући совјетске јединице и њене положаје. Међутим како је време одмицало сама авијација ће изгубити битку, неће моћи много да помогне опкољеним снагама у граду упркос обећањима рајхсмаршала Хермана Геринга, а неки аеродроми пашће у руке Совјетима.

## Совјетске јединице пред битку
Совјетске јединице водиле су велике борбе са немачким снагама. Доста је живота изгубљено, дивизија заробљено и нанесена је огромна материјална штета коју су покушавали да надокнаде. Само у одбрану Москве требало је ангажовати око 40 резервних дивизија да би се одбио главни удар немачких јединица, требало је одблокирати Лењинград и извршити контранападе и одбацити непријатељску војску. Међутим Хитлер је променио ток ратовања и без стварног разлога напао Стаљинград, расподелио неке снаге пославши их на југ и тако да је Црвена армија била додатно растерећена на појединим деловима фронтова. Опасност није пролазила како је време одмицало. Бивала је све већа и већа. Одлучној и добро увежбаној немачкој војсци ништа није смело стати на пут. На град је кретало 590.000 немачких и сателитских војника подржаних са 1.000 тенкова и око 1.000 авиона и 10.000 топова и минобацача. Видећи да се њемачка војска не шали и да ће град пасти требало је ангажовати додатне јединице као и послати већ постојеће у одбрану града и направити упоришта и линије одбране.

## Операција Плаво
Група армија Југ, која је претходно освојила Украјину, одабрана је да продре кроз јужне руске степе на Кавказ и заузме кључна совјетска нафтна поља у Бакуу, Грозном и Мајкопу.
Ова летња офанзива са кодним именом Операција Плаво (енгл. Case Blue), требало је да укључи њемачку 1. и 4. оклопну  6. и 17. армију
Хитлер је интервенисао у стратешком планирању наредивши да се Група армија подели на два дела. Група армија југ (A), под командом Вилхелма Листа и касније Евалда фон Клајста, требало је да настави са напредовањем јужно према Кавказу по плану. Група армија југ (Б), укључујући Паулусову 6. армију и Хотову 4. оклопна армију, требало је да се креће ка истоку према Волги, и граду Стаљинграду.
Освајање Стаљинграда је за Хитлера било важно из више разлога. То је био велики индустријски град, лоциран на реци Волги, која је била витална транспортна рута између Каспијског мора и северне Русије. Његово заузимање би обезбедило лево крило немачких армија приликом напредовања ка унутрашњости Кавказа. Коначно, чињеница да је град носио име Хитлеровог архи-непријатеља, Јосифа Стаљина, учинила је освајање града добрим идеолошким и пропагандним потезом.

## Почетак битке
Почетак Операције Плаво планиран је за крај маја 1942. године. Ипак, бројне немачке и румунске јединице које је требало да учествују у акцији биле су заузете опседањем Севастопоља на Кримском полуострву. Одлагања у окончању опсаде померила су и датум почетка Операције Плаво неколико пута, јер Севастопољ није пао до краја јуна. У међувремену је предузета мања акција, уклештења избачених совјетских положаја јужно од Харкова, што је довело до опкољавања великих совјетских снага, 22. маја.
Операција је коначно отпочела, кад је Група армија југ започела свој напад у јужној Русији 28. јуна, 1942. године. Немачка офанзива је добро започела. Совјетске снаге су пружале слаб отпор у широким и празним степама, и почеле су да се повлаче ка истоку и у нереду. Неколико покушаја да се формирају одбрамбене линије је пропало, кад су друге немачке јединице почеле да напредују око њих које су формирале два велика џепа и уништиле их - први североисточно од Харкова, 2. јуна, а други око Милерова у Области Ростов, недељу касније.
Почетно напредовање је било толико успешно; до 3. јула је само 6. армија заробила преко 40.000 совјетских војника, тако да је Хитлер још једном интервенисао, и донео је Директиву бр. 45 којом је наредио 4. оклопној армији да се придружи Групи армија југ (A) на југу. По Хитлеровом виђењу Совјети су већ били потучени. Наредио је да оба сукцесивно надолазећа циља треба истовремено напасти, поделивши оружане снаге на југу Источног фронта. Заправо, 17. армија, 3. румунска армија, као и 1. и 4. оклопна армија сада су биле придружене Групи армија A под командом генерал-фелдмаршала Листа, и требало је да, преко Ростова, освоје Кавказ. Шифровани назив тих операција назван је „Рунолист“. Овакав план уопште није предвиђао формирање резерви. Немачки генералштаб је био свестан ризика, али је ћутао - генерал-пуковник Паулус такође.
Касније ће му бити пребацивано да је управо он од свих других команданата армија требало да уочи Хитлерово сулудо вођење рата. А заправо је било супротно: он је до детаља био упознат са основама оперативног плана напада на СССР, и знао је како се, са становишта познавања целокупне ситуације, командовало јединицама. Паулус је касније објашњавао да армијски командант нема слободу деловања у спровођењу сопствених одлука које би превазилазиле извршавање повереног задатка. То је била судбоносна процена која ће Немачку коштати десетине хиљада живота.
Велика саобраћајна гужва је уследила када се 6. армија „сударила“ са 4. оклопном на неколико путева који су водили кроз регију, и обе армије су се потпуно зауставиле, у покушају да се рашчисти гужва од хиљада возила. Застој је био запањујуће дуг, и сматра се да је коштао напредовање за најмање једну недељу. Како је напредовање било успорено, Хитлер се предомислио и поново доделио 4. оклопној армији задатак да нападне Стаљинград.
До краја јула, Немци су одбацили Совјете преко реке Дон, поставивши одбрамбене линије уз помоћ својих савезника, италијанских, мађарских и румунских армија. На страни Немаца се борила и 369. легионарска пуковнија, „Хрватска легија“, под командом Виктора Павичића, а потом Марка Месића. 6. армија је била на само неколико десетина километара од Стаљинграда, а 4. оклопна армија је сада била на јужно од ње, окренувши се поново ка северу да помогне у освајању града.
До овог тренутка совјетским командантима су већ биле јасне немачке намере и у јулу су начињени планови да се започне одбрана Стаљинграда. Фронт око града је оформљен, а послате су и нове трупе, између осталих и резервне јединице које су првобитно биле намењене одбрани Москве од будућих напада Немаца. Генерал (касније маршал) Андреј Иванович Јеременко постављен је за команданта фронта, док је Жуков пребачен са централног дела руског фронта на северни бок Стаљинградског фронта између Дона и Волге за директне контранападе против 6. армије. Новоформирана 62. армија под командом Василија Ивановича Чујкова имала је задатак да брани град по сваку цену. Из совјетске перспективе Стаљинград је био важан, не само као индустријски центар, већ и као централна тачка за било коју операцију на Кавказу.

## Битка унутар града
Немци су са скоро 300.000 војника (Група армија Југ (B)) форсирали реку Дон 20-21. августа и пробили совјетску одбрану код места Вертјачиј, чиме је пут према Стаљинграду постао отворен. Избили су на реку Волгу северно од Стаљинграда. Убрзо је уследило ново напредовање до реке, јужно од и ка самом граду. Совјетске трупе су, повлачећи се у предграђа града на Волги, успоравале немачко напредовање. Померањем борби у град све могуће стратегије немачког Генералштаба су пропале. Далеко на истоку, истурена 6. армија, без довољно покривених бокова, била је увучена у исцрпљујуће борбе за сваку кућу. Класичан пример муњевитог рата, који је имао за циљ просторни обухват, а затим и разбијање непријатеља, није више деловао. Ефективно дејство јуришних бомбардера 4. ваздушне флоте под командом генерал-пуковника фон Рихтхофена једва да је било могуће, јер се у убитачној уличној борби из ваздуха нису могле јасно разазнати линије фронта. Тенкови су постајали лака мета за противничку пешадију. Од 1. септембра, 1942, Совјети су могли да снабдевају своје снаге само преко опасних прелаза преко Волге. Снажно немачко ваздушно бомбардовање 23. августа је убило на хиљаде цивила и претворило град у рушевине. Осамдесет процената животног простора у граду је уништено. Совјетска 62. армија је формирала одбрамбене линије између рушевина, са упориштима у кућама и фабрикама.
Борбе у граду биле су жестоке и очајничке. Стаљин је 28. јула Указом бр. 227 наредио стрељање сваког војника који би се повукао. Слоган је био „Ни корак назад!“. За време битке, совјетске сигурносне снаге (НКВД) су ухапсиле око 500 и стрељале 278 дезертера. На фронт су вратиле 14.833 војника По другим историчарима, Совјети су током битке стрељали 13.500 својих дезертера, што је једнако саставу целе дивизије.
Немци су се у међувремену трудили да напредују по сваку цену, такође трпећи тешке губитке. Совјетска појачања која су пребацивана преко Волге са источне обале, константно су била под нападом немачке артиљерије и авијације. По статистици, новопридошли совјетски војник који би стигао у град могао је да очекује да ће живети још неколико сати. Огорчене борбе су беснеле за сваку улицу, сваку фабрику, сваку кућу, подрум и степениште. Немци који су ово невиђено градско ратовање назвали „пацовски рат“, горко су се шалили како су заузели кухињу, али се још увек боре за дневну собу.
Борбе на Мамајевом Кургану, истакнутом брду изнад града биле су нарочито крваве, а контрола над њиме је више пута прелазила са једне на другу страну. У једном од контранапада којим је требало да поврате брдо, Совјети су у 13. дивизији од 10.000 људи у једном дану изгубили преко 3.000, а свега 320 војника је преживело ту целу битку. У међувремену, борбе унутар огромног силоса где су совјетски и немачки војници били толико близу једни других, трајале су недељама.
У другом делу града, стамбена зграда коју је бранио совјетски вод 13. гардијске дивизије под командом водника Јакова Павлова претворена је у неосвојиву тврђаву. Зграда, касније названа Павловљева кућа била је изнад трга у центру града. Војници су је окружили минским пољима, поставили митраљеска гнезда на прозорима и пробили зидове у подруму зарад боље комуникације. Немачке снаге су 58 дана безуспешно покушавале да освоје Павловљеву кућу.
Велики допринос у одбрани Стаљинграда дали су руски снајперисти који су вешто бирали најповољније положаје у градским рушевинама са којих су могли да дејствују против непријатеља. Најбољи од свих руских снајпериста, који је до 20. новембра 1942. године убио 224 непријатељска војника, остао је запамћен само по надимку „Зикан“. Најпознатији руски снајпериста, Васили Зајцев о коме је у Холивуду снимљен филм под називом „Непријатељ пред вратима“, за време битке за Стаљинград убио је 225 непријатељских војника.
Битка за Стаљинград је била од виталног значаја не само за Стаљина, већ и за Хитлера. Совјетска команда је пребацила стратешке резерве Црвене армије из околине Москве на доњи ток Волге, заједно са целокупном расположивом авијацијом која није била ангажована на другим фронтовима. Команданти обе зараћене стране били су под великим стресом: Паулус је имао очни тик док је Чујков добио екцем због чега су му обе руке биле у завојима.
Уместо да јави освајање града, Паулус је морао да констатује да његова армија од 260.000 људи које треба снабдевати, располаже заправо пешадијском борбеном моћи од 25.000 војника. Упркос вишеструким захтевима, значајнија појачања није добио. Било му је додељено само пет јуришних пионирских батаљона са по 600 људи, не би ли заузео последње фабрике у индустријској зони. После два дана борби и те јединице су престале да постоје, а фабрике су и даље држали Совјети.
У новембру, након три месеца спорог и крвавог напредовања, Немци су коначно избили на обалу реке пресекавши територију под контролом Црвене армије на два мала џепа која су се леђима ослањала на обалу реке Волге. У том тренутку Немци су контролисали око 80% територије разрушеног града. Положај бранилаца додатно је отежала појава леда на Волги што је привремено онемогућило њихово даље снабдевање. Без обзира на околности, борбе су настављене пуном жестином. Брдо Мамајев Курган је и даље остао главна мета немачких напада и око њега су се водиле жестоке борбе. Браниоци су такође нарочито жесток отпор пружали у фабричкој хали фабрике трактора „Црвени октобар“ у којој су радници за све време трајања борби производили нове и поправљали оштећене тенкове.

## Крвави Мамајев Курган
Мамајев Курган је брдо изнад Стаљинграда. То је поприште велике битке када су снаге немачке  6.армије почеле жесток напад на центар Стаљинграда 13. септембра 1942. године. На Мамајевом Кургану су се водиле тешке и огорчене борбе између немачких агресора и совјетске 62. армије. Учествовало је око 6.000 совјетских војника у одбрани брда, а до краја немачког напада чак 10.000 војника. Контрола над целим брдом постала је изузетно важна зато што је она омогућавала контролу над целим градом. Са Мамајевог Кургана се могла видети и река Волга која је била од пресудног значаја за обе стране. Ту реку су желели и Немци и Совјети у својим рукама. Да би га успешно одбранили од немачких напада, Совјети су морали да поставе одбрану на рубовима брда. Одбрана је укључивала бодљикаву жицу, ровове и минска поља.
Немци су напредовали ка брду са великим губицима. Нападали су и по неколико пута трпећи тешке губитке, иако су Совјети сваки напад покушавали да одбију али безуспешно. Када су коначно заузели брдо довукли су тешку артиљерију и отпочели паљбу на сам центар града, као и на железничку станицу Стаљинград-1 која се налазила испод брда. Железничка станица је четири пута била у немачким и совјетским рукама у нападима. Артиљеријски напад је био изузетно разарајући. Заузели су је 14. септембра после тешких борби. Истог дана совјетска 13. гардијска-стрељачка дивизија под командом Александра Родимцева стигла је у град преко реке Волге под тешком немачком ватром. Дивизија од 10.000 људи је одмах јурнула у крваву битку. Дана 16. септембра совјети су поново заузели Мамајев Курган и наставили да се боре за железничку станицу, притом претрпевши велике губитке. Следећег дана скоро цела дивизија је настрадала. Јединице Црвене армије су наставиле да пристижу у град што су брже могле. Немци су нападали и по дванаест пута на дан, а совјети су узвраћали са јаким контранападима.
Команда над брдом се неколико пута мењала током битке између зараћених страна. Немци поново заузимају Мамајев Курган 27. септембра 1942. године. Совјети су тада држали своје позиције на обронцима брда. Немци су се грчевито бранили до 26. јануара 1943. године када је совјетска зимска офанзива уништила и заробила немачке снаге унутар Стаљинграда.
Када је битка завршена, крвљу натопљено блато на брду је орањем помешано са остацима метала од битке. Блато је садржало измећу 500 и 1.250 комада метала по квадратном метру. У пролеће земљиште је остало црно тако да трава није могла да никне на њему. Стрми делови брда су постали поравнати због интензивног гранатирања и бомбардовања. Чак и данас је могуће пронаћи делове костију и метала закопаних дубоко у брду.

## Совјетски контранапад код Стаљинграда: Операција „Уран“
За све време опсаде, немачки и румунски команданти су притискали своје главне штабове како би добили појачање за утврђивање линије на Дону. Совјетске снаге су држале неколико тачака на јужној обали реке, и сваки способни командант би их сматрао озбиљном претњом. Крајем октобра и почетком новембра, Паулус и његов начелник штаба, генерал-мајор Артур Шмит, све чешће су добијали знаке непосредно предстојеће совјетске контраофанзиве, која би могла да доведе 6. армију у смртну опасност. На оба крила фронта, и код суседних италијанских и румунских армија било је небројено много знакова јаког совјетског борбеног груписања, које би биле у стању да сваког тренутка пробију фронт и код Стаљинграда опколе Немце. Због такве ситуације врховна команда 6. армије затражила је да се јалови напади у градском језгру Стаљинграда обуставе, а да се армија повуче на линију река Дон-Чир, с тиме да 14. оклопни корпус буде спреман у резерви. Дана 7. новембра немачко радио-извиђање је јавило драматичну промену совјетских положаја која је указивала на предстојећу велику совјетску офанзиву на оба крила 6. армије. Ипак, Хитлер је био толико фокусиран на сам град да су сви такви извештаји били узалудни. Командант генералштаба Немачке копнене војске OKH, Франц Халдер, изразио је забринутост због Хитлерове опсесије градом, истичући слабост крила немачке војске. Хитлер је средином октобра сменио Халдера, и поставио генерала Курта Цајцлера.
Паулус је поводом једног предавања које одржао пред официрским питомцима Народне полиције Демократске Републике Немачке маја 1954. године описао тадашњу ситуацију 6. армије: „Те припреме за напад очигледно су имале за циљ опкољавање 6. армије. Врховна команда је уз сагласност армијског корпуса прослеђивала текуће вести и захтеве претпостављеној Групи армија 'Б'(.?!) Група армија 'Б' имала је исти састав као и врховна команда 6. армије, али никако није успевала да се наметне код Врховне команде Вермахта. Група армија је у суштини увек преносила исте, повратне одлуке Врховне команде Вермахта: У оквирима познате опште процене совјетских снага Врховна команда Вермахта сматра да не постоји озбиљна опасност од непријатељског напада на донском фронту. Резерве (међу њима 48. оклопни корпус с 3. румунском армијом) које се налазе иза делова фронта које држе савезници су довољне. У оваквој ситуацији се напад за одузимање осталих делова Стаљинграда мора довести до краја, да би се жариште уклонило. Против совјетских правца кретања биће ангажована Луфтвафе, чим се утврди да је тај простор попуњен трупама“.
Како су борбе у граду настављене током јесени, совјетски генерал Георгиј Жуков, који је командовао стратешким планирањем у стаљинградској области, започео је да концентрише масовне совјетске снаге у степама северно и јужно од града. Северно крило нападачке војске било је посебно рањиво, јер су га браниле румунске јединице које су имале слабу опрему и низак морал. Жуковљев план је био да задржи немачке снаге у борбама у граду, а онда да се пробије кроз растегнуте и слабо брањене бокове немачке војске, и да их опколи унутар Стаљинграда. Ова операција је имала кодно име „Уран“.
Дана 19. новембра 1942. године Црвена армија је започела операцију Уран. Нападачке снаге Југозападног фронта под командом генерала Николаја Ватутина су се састојале из три комплетне армије, 1. гардијске, 5. тенковске и 21. армије, укључујући укупно 18 стрељачких дивизија, осам тенковских бригада, две моторизоване бригаде, шест коњичких дивизија и једну антитенковску бригаду. То у бројкама отприлике гласи овако: 900 фабрички нових тенкова Т-34, 13.500 артиљеријских оруђа и минобацача, 1.250 ракетних бацача типа каћуша и 1.100 противавионских топова. Ваздушне снаге су обухватале више од 1.000 авиона. За благовремени транспорт резерви Совјети су изградили додатних 6 железничких пруга дуплог колосека укупне дужине од око 1.100 km, поправљено је 1.958 km железничких пруга и 293 моста. Само ка правцу Стаљинграда је било допремљено 142.000 вагона са трупама и материјалом. Румуни су сазнали за припреме за напад, тражили су појачања, али су били одбијени. Бројчано надјачана, и слабо опремљена 3. румунска армија, која је држала северно крило 6. немачкој армији здробљена је после једног невероватног дана тешке одбране. Снег је тако густо падао да 4. ваздушна флота данима није могла да дејствује. Толико хваљена резерва, немачки 48. оклопни корпус, био је заправо у веома лошем стању: 22. оклопна дивизија је на располагању имала само 42 тенка, 14. оклопна дивизија је требало да се бори без својих пешадијских пукова, а румунска 1. оклопна дивизија, једноставно речено, није уопште била за борбу.
У немачким биоскопима је 19. новембра почео да се приказује снимак немачких филмских новости, издање 637/42. У филмском сижеу о борбама у Стаљинграду је стајало: „Некадашња метропола на Волги, осим малобројних квартова, отета је непријатељу. Немачки Вермахт се налази на Волги“.
Дана 20. новембра, друга совјетска офанзива започела је јужно од Стаљинграда, против позиција које је држала 4. румунска армија (додељена 4.оклопној армији) и чија одбрана је била разбијена готово тренутно. Совјетске снаге су журиле ка западу у маневру уклештења, и среле су се близу града Калача два дана касније, 22. новембра, затворивши прстен око Стаљинграда. Цела 6. армија, већина дивизија 4. оклопне армије, и остаци 3. и 4. румунске армије су били у обручу. У обручу је остало 230.000 немачких и румунских војника, и 369. пуковнија хрватске пешадије. Ту се затекло око 10.000 цивила и хиљаде совјетских бораца које су до тада заробили Немци. Нису сви немачки војници заробљени, око 50.000 је остало изван џепа.
Тог дана око 14:45 часова Паулус је потчињеним корпусима упутио следеће армијско наређење: „Армија обуставља све досадашње нападе у Стаљинграду и држи положаје. Иза њеног западног крила ће се довести снаге да би тамо најпре поставили одбрамбени фронт. Предвиђени су каснији напади са тог фронта“. Без увијања, оваква директива представља укопавање као и то да су Паулус и Шмит већ знали судбину 6. армије, два дана пре но што ће тенковске претходнице код Калача затворити обруч.
Често се за пробој фронта и опкољавање 6. армије у Стаљинграду оптужују лоше опремљене и слабо мотивисане румунске, мађарске и италијанске трупе. Адолф Хитлер је веровао у способност немачких савезника да заштите бокове немачке армије, док су у реалности ове трупе имале застарело наоружање, а артиљерију су им вукле запреге. Румунски тенкови нису били ефикасни за борбу са руским тенковима Т-34. Италијанске и мађарске јединице су биле на реци Дон западно од Треће румунске армије, али немачка команда није имала поверења у борбене способности ових јединица.
У принципу, немачке јединице нису биле у много бољем стању. Били су исцрпљени вишемесечним борбама, и док су Совјети организовали нове армије, немачка висока команда је само одржавала постојеће механизоване јединице.
Пре но што је копија и стигла до свих немачких биоскопа ситуација на фронту између Волге и Дона се алармантно променила. Паулус је морао да јави немачкој Врховној команди: „Јаке совјетске снаге у нападу против западне суседне армије са обе стране Клетскаје и Блинофа су оствариле дубоке продоре (...). Мора се рачунати са тим да ће Совјети настојати да прошире своје продоре, посебно са оклопним јединицама. Неизвесно је да ли су румунске снаге у стању да пруже јачи отпор.“ Одговор Врховне команде Вермахта је одмах уследио: „У сваком случају, 6. армија мора држати Стаљинград и садашњи положај. Мере против непријатељског пробоја су већ предузете.“
Хитлер је у јавном говору 30. септембра изјавио да немачка армија никад неће напустити град. Када су разматрали шта чинити у вези са овим проблемом, армијски команданти су били за тренутан пробој на нове линије, западно од Дона. Херман Геринг је уместо овога тврдио да Луфтвафе може да снабде 6. армију ваздушним мостом. Ово би дозволило Немцима у граду да наставе са борбом, док се не окупе појачања - план који је годину дана раније успешно коришћен на знатно мањем нивоу, са армијским корпусом, не са целом армијом. Уз то, немачка 6. армија је била највећа јединица овог типа на свету, скоро двоструко већа од регуларне армије, а у џепу је био заробљен и 14.оклопни корпус четврте оклопне армије. Ипак, свима је било јасно да је ово немогуће: капацитет носивости Луфтвафеа после битке за Крит никада није опорављен, и 300 тона које би они могли дневно да допреме би било знатно мање од 1.600-2.600 тона колико су износиле потребе војске у обручу. Ипак, тврдња кад је једном исказана, више није могла бити повучена, и Хитлер је подржао Герингов план, и поновио своје наређење да „нема предаје“ својим заробљеним армијама.
Мисија снабдевања је пропала готово одмах. Тешко зимско време и јака совјетска противваздушна одбрана учинила је одржавање ваздушног моста готово немогућим. Мање од 10% од потребних намирница могло је бити испоручено, испорука је износила свега око 100 тона дневно. Транспортни авиони који би стигли на одредиште евакуисали су болесне и рањене, када би полетали из опседнуте енклаве. 6. армија је полако умирала од глади, а касније током битке, пилоти су били шокирани стањем војника задужених за истовар хране, који су били сувише уморни и гладни да би помогли при истовару.
Совјетске снаге су у међувремену могле да консолидују своје положаје око Стаљинграда, и жестоке борбе за сужавање џепова су отпочеле. Напад немачке борбене групе формиране да помогне заробљеним армијама са југа, Операција Винтергевитер („Зимска олуја“) је успешно одбијен у децембру. Обруч око Стаљинграда је остао непробијен. У исто време је наступио удар оштре руске зиме. Волга се замрзла, олакшавајући Совјетима снабдевање снага унутар града. Заробљени немачки војници су убрзано остајали без горива за грејање и медицинских залиха, и хиљаде њих су почели да умиру од промрзлина, слабе исхране и болести.
У децембру су Совјети започели другу офанзиву, операцију Сатурн, покушавајући да се пробију кроз италијанску армију на Дону, армијску групу Дон и Групу армија А и заузму Ростов. Ипак, убрзо смањени су циљеви и операција је преименована у „Мали Сатурн“. Намера им је била да заробе остатак Групе армија Дон на Кавказу, што би била потпуна катастрофа за Немце. Совјети су разбили отпор 8. италијанске и 3. румунске армије и константно напредовали од Стаљинграда на југозапад. Тиме су Руси угрозили опстанак целог немачког јужног фронта, а и приближили се местима одакле су Немци ваздушно снабдевали 6. армију у обручу. Немци су, ипак, поставили „мобилну одбрану“ у којој су мале јединице држале градове, док оклопне јединице не би пристигле да помогну. Иако Совјети нису успели да приђу Ростову, борбе су ипак приморале фон Клајста да извуче своје снаге са Кавказа и да поново стабилизује линију фронта на неких 250 km од града, што је значило да је 6. армија дефинитивно остављена на милост и немилост. Ово није речено немачким трупама у Стаљинграду, које су и даље веровале да су појачања на путу. Неки од Паулусових официра су тражили од њега да прекрши Хитлерова наређења, и покуша пробој из Стаљинграда. Паулус је био посвећен војник, и помисао на непоштовање наређења му се гадила.

## Пропаст немачке Шесте армије
Непосредна одлука о противофанзиви код Стаљинграда донесена је још 13. септембра на саветовању државног комитета одбране на предлог Жукова и Васиљевског, што је одмах подржао Стаљин. Од средине септембра до средине новембра 1942, подробно је разрађиван план противофанзиве код Стаљинграда и спровођене су опсежне мере да се она што боље припреми.
План за противофанзиву је добио назив “Уран“. Предвиђено је било да се предстојећа контраофанзива одвије на површини од 400 km². Имала је за циљ опкољавање и уништавање великих снага противничке војске. Због тога је концентрација трупа Црвене армије вршена ноћу и уз највећу камуфлажу. Јутро 19. новембра 1942. године је било тмурно, а видљивост слаба. Падала је хладна ситна киша помешана са снегом. Снајпериста Василиј Зајцев, који је већ тада убио више од 200 Немаца, заузео је положај у близини металних развалина завода „Црвени октобар“. Десно од њега седели су исто тако прекаљени стрелци Виктор Медведев и Галифан Абзалов. Напад је почео у 7 часова и 30 минута. У велику противофанзиву кренуле су трупе Југозападног и Донског фронта. Пробој немачке одбране извршен је истовремено на неколико сектора. Слаба видљивост је онемогућавала да се у већој мери користи авијација. Противофанзиву су најпре објавиле каћуше, а одмах затим су им се придружиле и три и по хиљаде топова и минобацача. Артиљеријска припрема трајала је 80 минута. Трупе Југозападног фронта пробиле су моћним ударима одбрану румунске 3. армије истовремено на два сектора. С обзиром да је пробој ишао доста споро, командант фронта је донео одлуку да у борбу убаци 1. оклопни корпус генерала В. В. Буткова и 26. оклопни корпус генерала А. Г. Родина. Тенкови ових корпуса пробили су одбрану противника и напредовале у току дана око 20 km. У 21. армији највећи успех је постигао 4. тенковски корпус генерала А. Г. Кравченка, који је напредовао 30–35 km у дубину непријатеља. Немачке трупе нису издржале удар па су почеле да одступају. Румунске трупе су већ после првих удара почеле да се повлаче, али су се и њима и Русима испречиле немачке трупе, распоређене у другој одбрамбеној линији. Међутим, те трупе нису биле довољно јаке да зауставе јединице совјетског 1. и 26. оклопног корпуса.
Трупе Донског фронта под командом Константина Рокосовског наносиле су помоћни удар у правцу Вертјачија са две армије: 24. и 65. (бивша 4. тенковска). Циљ им је био да опколе противничку војску на малој окуци Дона. На Стаљинградском фронту артиљеријска припрема је почела тачно у 10 сати 20. новембра 1942. године. После десетоминутне канонаде, из својих бункера и скровишта излетели су совјетски тенкови и војници и устремили се на противничке положаје. Негде око 3 сата поподне, ударне групације Стаљинградског фронта пробиле су одбрану немачке 4. тенковске армије и 4. румунске армије на сва три сектора напада. У том тренутку Андреј Јерјоменко, командант Стаљинградског фронта, наредио је да се у направљену брешу убаце 4. механизовани корпус В.Т.Вољског и 13.механизовани корпус Т.И.Танасчишина Одмах затим у помоћ им је кренуо и 4. коњички корпус. Негде око подне 21. новембра совјетске трупе су угрозиле командно место 6. немачке армије, па је оно хитно премештено. Паулус је затражио од команданта ГА „Б“ да повуче своју армију са обале Дона и Чира и добио одобрење, али је касно увече стигла нова наредба из штаба Копнених снага да трупе 6. армије морају држати Стаљинград и Волшки фронт по сваку цену.
Када су јединице 26. оклопног корпуса стигле до Калача и заузеле мост преко Дона, то је изазвало панику не само у немачким јединицама већ и у штабу 6. армије. Учесник у тим догађајима, пуковник Вилхелм Адам овако описује насталу ситуацију: “У грозничавом настојању да спасу сопствени живот људи су остављали све што им је сметало да што пре побегну, бацали су оружје и опрему, возила пуна муниције непомично су стајала поред пута, пољске кухиње и запрежна кола су напуштени, јер су испрегнути коњи коришћени за јахање како би се што пре утекло. Страшан хаос ја завладао у Верхњечирској. Бегунцима из 4. тенковске армије прикључили су се војници и официри 3. румунске армије и позадинске службе 11. армијског корпуса који су безглаво бежали ка северу…“
Остварујући план „Уран“, срачунат на опкољавање противничке групације код Стаљинграда, 45. тенковска бригада из састава 4. тенковског корпуса у 16 часова, 23. новембра, просто је улетела у градић Совјетски и спојила се са 36. механизованом бригадом из 4. механизованог корпуса. Трупе Југозападног фронта које су долазиле из области Серафимовича пробиле су одбрану 3. румунске армије и 23. новембра избиле у подручје Калача, Совјетског и Мариновке. С југа су им у сусрет хитале трупе Стаљинградског фронта генерала Јерјоменка, које су збрисале одбрану румунске 4. армије. Петог дана од почетка совјетске противофанзиве, битка је достигла своју кулминацију. У рејону Калача сусреле су се челне трупе Југозападног и Стаљинградског фронта, чиме је завршено оперативно окруживање непријатељске групације између Волге и Дона. У обручу су се нашли ојачана Паулусова 6. армија и делови 4. оклопне армије генерала Хота са укупно 22 дивизије и 160 самосталних јединица, које су заједно имале око 330.000 војника.
„Кувамо се у сопственом сосу“, јавио се 24. новембра у драматичној радио-поруци команданту ГА „Б“ командант опкољене 4. тенковске армије генерал Херман Хот. Хитлерова Врховна команда (Главни стан) није дуго остала у подземним бункерима код Виница. Разне околности захтевале су да се Хитлер ујесен 1942. године врати у источну Пруску, у Растенбург, старо седиште највишег руководства Вермахта. Два дана пред почетак совјетске противофанзиве код Стаљинграда, Хитлер и немачко највише руководство су се налазили у Бергхофу (јужна Баварска), у Фиреровој планинској резиденцији.
Када је ујутро 19. новембра почела противофанзива Црвене армије, специјални представник за везу немачког генералштаба код 6. армије, мајор фон Цицевич, обавестио је генерала Цајцлера о новонасталој опасности на Волги. Баш у тим тренуцима Хитлер је држао један од својих монолога о „… новим корацима према Уралу, Кавказу и на Неви…“ Узнемирени Цајцлер драматично је рекао Јодлу:“Руси наступају на Дону против румунске 3. армије! Управо су ми јавили да су започели напад и на другим секторима код Стаљинграда!“ Нико се није усудио да прекине монолог великог вође и да му саопшти непријатну вест. Наредних дана у Бергхоф су почеле да пристижу све алармантније вести о опасној ситуацији на Волги и Дону. Одлучено је да се од снага у угроженој области формира Група армија „Дон“ под командом фелдмаршала фон Манштајна. У њен састав су ушле све трупе које су се налазиле јужно од средњег тока Дона, укључујући ту и опкољену 6. армију и делове опкољене 4. оклопне армије као и оне јединице који се нису нашле у обручу, као и остатке 3. румунске армије. Да би се ојачала Група „Дон“ хитно су из Немачке, Француске, Пољске, са Кавказа и из околине Вороњежа и Орла пребачене нове јединице. Манштајн је добио наређење да у оквиру операције „Зимска олуја“ разбије совјетски обруч и споји се са 6. Паулусовом армијом. Командант ГА „Б“ фелдмаршал Вајкс и Паулус су захтевали хитне мере да би покушали са пробојем обруча, у правцу југозапада, што је подразумевало напуштање Стаљинграда. Хитлер, Кајтел и Јодл су изричито захтевали да 6. армија настави борбу у обручу. Штавише, Хитлер је 24. новембра потписао наредбу којом се опкољеним трупама на подручју Стаљинграда налаже да из петних жила задрже своје позиције, док их немачке јединице споља не деблокирају. „Руси су само привремено опколили трупе 6. армије…“, каже се у његовој наредби.
Ерих фон Манштајн је стигао 27. новембра у Новочеркаск, где је формирао штаб ГА „Дон“ и одмах се дао на посао. После брижног проучавања ситуације, закључио је да ситуација није тако лоша:“Фирер је у праву када захтева од Паулуса да не напушта Стаљинград“, рекао је тада Шулцу, свом начелнику штаба. „Имам већ неколико идеја за ефикасно пружање помоћи 6. армији.“ Први прорачуни су показали да ће у деблокаду моћи да крене тек 9. децембра. Једини начин за снабдевање 6. армије био је ваздушни транспорт, чије су могућности биле веома ограничене. Луфтвафе је могла да покрије само 20% потреба 6. армије, која је свакодневно трошила више од 700 тона различитог материјала и муниције. За такву количину терета требало је дневно преко 1.000 великих транспортних авиона, и то под условом да лете неометано и да их Совјети не обарају. Међутим, командант 8. ваздушне армије Рихтхофен располагао је почетком децембра са само 298 транспортних авиона. Око Паулусове групације обруч се све више стезао и њен положај постајао је све тежи. Совјетске јединице добиле су задатак да снажним ударима у правцу Гумрака раздвоје опкољену групацију и униште је по деловима. Већ 30. новембра двоструко се смањила територија коју је држао опкољени непријатељ. Међутим, Немци су се и даље ђаволски супротстављали, па у почетку њихове снаге нису могле бити пресечене на два или више делова. Совјетска команда дуго је сматрала да су у обручу налази само 85-90 хиљада немачких војника, па је од те чињенице полазила када је планирала њихово уништење. Али касније се испоставило да се у обручу нашло око 330.000 људи.

## Крај битке
Ускоро су се опкољени Немци повукли из предграђа Стаљинграда у сам град. Губитак два аеродрома код Питомника (16. јануара) и Гурмака (25. јануара) значио је пропаст Геринговог ваздушног моста и крај добављању намирница и евакуацији рањених. Немци су сада дословно умирали од глади, и почело је да им недостаје муниције. Упркос свему, наставили су са тврдоглавим отпором, делом јер су веровали да ће Совјети да стрељају оне који се предају, што се касније испоставило као тачно. Совјети су на почетку били изненађени бројем немачких војника које су опколили, и морали су да ојачају своје снаге на обручу да би заузели територију. Поново су почеле крваве градске борбе у Стаљинграду, али овај пут су Немци били притиснути на обале Волге, одсечени, без хране и муниције под целодневним совјетским артиљеријским, ваздушним, поморским и копненим нападом.
Дана 8. јануара 1943. године Црвена армија је понудила прилично часне услове капитулације немачким снагама опкољеним у рушевинама Стаљинграда:
Врховном команданту немачке 6. армије генерал-пуковнику Паулусу или његовом заменику и свим официрима и војницима опкољених немачких снага пред Стаљинградом:
Немачка 6. армија, јединице 4. оклопне армије и јединице које су њима додељене као појачање, од 23. новембра 1942. године сасвим су опкољене. Трупе Црвене армије затвориле су 6. армију и јединице 4. оклопне армије чврстим обручем. Наде у спас ваших трупа, офанзивом немачке војске с југа и југозапада, нису се испуниле. Немачке трупе које су вам кренуле у помоћ разбиле су јединице Црвене армије а остаци тих трупа повлаче се према Ростову. Немачке транспортне ваздушне снаге, које су вам достављале смањене оброке живежних намирница, муницију и погонско гориво, биле су због успешног и брзог напредовања Црвене армије присиљене да мењају узлетишта и из све веће удаљености долећу на подручје опкољених трупа. Уз то је совјетско ваздухопловство нанело немачким транспортним ваздушним снагама тешке губитке у авионима и посадама. Њихова помоћ опкољеним трупама постаје нестварна. Положај ваших опкољених снага је тежак. Оне трпе од глади, болести и хладноће. Сурова руска зима тек је почела. Јаки мразеви, ледени ветрови и мећаве тек предстоје, а ваши војници нису опремљени зимском одећом и налазе се у тешким здравственим приликама.
Ви као командант, а и сви официри опкољених трупа, потпуно сте свесни да немате никакве реалне могућности да се пробијете из окружења. Ваш положај је безнадежан, а сваки даљи отпор бесмислен. Да би се избегло непотребно проливање крви, предлажемо вам ове услове за капитулацију:
1. Све опкољене снаге, са вама и вашим штабом на челу, обустављају отпор;
2. Организовано ћете нам предати све припаднике оружаних снага, оружје, комплетну ратну опрему, и то неоштећену.

Сви припадници оружаних снага задржаће војничку униформу, ознаке чина и одликовања, лично власништво и вредне предмете, а виши официри и сабљу. Свим официрима, подофицирима и војницима биће одмах осигурана нормална исхрана. Свим рањеницима, болесницима и промрзлима биће пружена лекарска помоћ. Очекује се да ће ваш одговор бити предат писмено 9. јануара 1943. године у 10:00 часова, по московском времену, преко заступника, кога ћете лично именовати, а који ће се довести у аутомобилу са белом заставом путем код раскрснице Конија, станица Котлубањ. Вашег ће заступника примити совјетски опуномоћени команданти у округу „Б“, 0,5 km југоисточно од раскрснице 564, дана 9. јануара у 10:00 часова. Ако одбијете наш предлог да положите оружје, упозоравамо вас да ће трупе Црвене армије и совјетског ваздухопловства бити присиљене да приступе уништењу опкољених немачких снага, али за њихово уништење сносићете одговорност сами.— Представник Врховне команде Црвене армије генерал-пуковник артиљерије Воронов,
Команант Донског фронта генерал-лајтнант Рокосовски.
Хитлер је 30. јануара 1943. унапредио Паулуса у чин Генералфелдмаршала. Како ниједан немачки официр овог ранга никада није жив заробљен, Хитлер је претпоставио да ће Паулус наставити да се бори, или одузети себи живот. Било како било, када су совјетски војници пришли Паулусовом штабу, он се предао. Остатак немачких снага у Стаљинграду се предао 2. фебруара 1943 — 91.000 уморних и гладних Немаца је заробљено. На радост совјетских снага, и ужас Рајха, у заробљеништво су пала и 22 генерала.
Дана 2. фебруара 1943. у 12:35 часова у штаб Групе армија „Дон“ приспела је радио-порука: „Облачност на висини од 5000 m. Видљивост 12 km, чисто небо, појединачни мали облаци, температура минус 31°, над Стаљинградом магла и црвена испарења. Метеоролошка станица се одјављује. Поздрав Домовини!“
Ова порука је била последња упућена из опкољених развалина Стаљинграда.
Немачкој јавности није званично речено ништа о катастрофи до 3. фебруара 1943. Ипак, већ недељама пре објављивања престали су да се појављују позитивни извештаји о бици у немачкој пропаганди. Иако ово није био први велики неуспех немачке војске, пораз код Стаљинграда је био до тада немерљиво највећи. Дана 18. фебруара, министар пропаганде Јозеф Гебелс одржао је свој чувени говор у палати спортова у Берлину охрабрујући Немце да прихвате тотални рат који би захтевао све ресурсе и напоре целог становништва.

## Предаја Шесте армије
Из дана у дан 6. армији је постајало све теже и теже. Немци никако нису успевали да реше снабдевање својих трупа у обручу тако да је војска добијала минимално следовање хране: 100 грама хлеба дневно. То је тако потрајало све до Божића 1942, после чега им је следовање смањено на само 50 грама. Касније су по 50 грама хлеба добијале само оне јединице које непосредно водиле борбу. Остали су се хранили само коњском супом која је кувањем коњских костију постајала „масна“. За кратко време Немци су у Стаљинграду истребили све преостале псе, мачке и вране. Најгоре од свега је ипак било то што немачка команда на време није успела да снабде своје јединице зимским униформама тако да су војници на -30 лежали на снегу у летњим униформама.
Морално стање немачких трупа постајало је све горе. У децембарским борбама 6. армија је изгубила преко 80.000 војника и официра. Њена бројност је смањена на свега 250.000 људи. Испред ровова Паулусове армије појавили су се, средином децембра, многобројни совјетски агитатори који су на немачком језику, позивали противничке војнике на предају како би се прекинуо бесмислен отпор и смањиле ионако превелике жртве. Ови апели су одиграли одређену улогу, број бегунаца се повећао, чак су се на неки секторима предавале организовано и целе чете, али ипак, огромна већина војника Вермахта код Стаљинграда изричито је одбијала овакве и сличне совјетске понуде. Због покушаја дезертерства у обручу 6. армије изречено је више од 360 смртних казни.

## Последице
Још док је трајала Битка за Стаљинград, средином јануара 1943, Црвена армија је повела нову велику офанзиву против Немаца и њихових савезника између река Дон и Сјеверни Доњец, која је у марту кулминирала у бици код Харкова. У исто време немачке војске се повлаче са Кавказа, али задржавају Новоросијск и Таманско полуострво. Тако се девет месеци од почетка немачке офанзиве линија фронта вратила на положаје од претходног лета Совјетска армија није успела да одсече пут за одступање група армија „А“ са Кавказа, у великој мери захваљујући јаком отпору Паулуса у Стаљинграду.
У званичној историографији СССР Стаљинградска битка се назива „највећом битком Другог светског рата“ која је одлучујуће утицала на његов даљи развој. У новије доба руски и западни историчари не сматрају сукоб на Волги као прекретницу рата, већ предност дају Курској бици у којој је Црвена армија зауставила напредовање Вермахта јула 1943. Значај битке код Стаљинграда уважавају и западни историчари. Енглески војни историчар Џон Фулер сматра да је Паулус трајно препустио Совјетима стратешку иницијативу, без обзира на њихов пораз код Харкова у пролеће 1943. За другог британског истраживача, Бејсила Харта, окршај код Стаљинграда представља прекретницу у војним дејствима у Русији, и са поразом немачко-италијанске војске у Северној Африци (види: Друга битка код Ел Аламејна) и победом америчке флоте над јапанском на Тихом океану 1942—1943. (види: Битка код Мидвеја), повела је рат ка свом коначном исходу.
Како је сведочио немачки генерал Курт фон Типелскирх, обе стране у сукобу су трпеле велике губитке, при чему су Немци превидели огромне резерве људске силе СССР. Осим тога, Нацистичка Немачка је изгубила много бојне технике, извора горива и престижа код својих савезника. У етапи совјетске контраофанзиве (од 19. новембра 1942) Немачка је изгубила око 2 000 тенкова и јуришних топова, близу 3 000 ловачких авиона, бомбардера и транспортних авиона и преко 10 000 артиљеријских оруђа и минобацача, насупрот губицима совјетске армије од 4 341 тенкова и 2 769 авиона немачка војна индустрија није могла да надокнади овако велике губитке. Током 1943. Немачка је морала да одвоји значајне материјалне и људске ресурсе за борбе на другим фронтовима. Као резултат ових фактора, у предвечерје Битке код Курска, Црвена армија је имала значајну предност над Вермахтом у људству и техници.

### Биланс жртава
По било ком мерилу Стаљинградска битка је била једна од најкрвавијих, а можда и највећа појединачна битка у људској историји. Беснела је 200 дана, почев од 17. јула 1942. године.
У историјским публикацијама појављују се различити подаци о броју жртава зараћених страна.
Црвена армија тврди да је у овој бици имала 1.129.619 жртава. Од њих, 478.741 се сматрају неповратним губицима (убијени у борби, умрли од рана и болести, нестали и заробљени), док су 650.878 рањени, оболели или смрзнути. У овим бројкама се не рачунају цивилне жртве, чији број није тачно познат. Пре рата број становника Стаљинграда је био близу пола милиона, а непосредно пред битку је увећан за десетине хиљада украјинских избеглица. Уследила је делимична евакуација града (100.000 људи до августа 1942). На крају ратних дејстава у граду је остало 32.000 цивила.
Историчари су проценили губитке сила Осовине у бици за Стаљинград на 850.000 – 1.000.000 (мртви, рањени, заробљени) међу свим родовима Вермахта и његових савезника. По државама порекла, то су: 585.000 Немаца, 110.000 Италијана, 160.000 Румуна, 143.000 Мађара. У широј области Стаљинграда погинуло је, рањено или заробљено 1.500.000 агресора, под претпоставком да је укупан број немачких војника и војника њихових савезника на Источном фронту новембра 1942. био 6,2 милиона. Око 50 000 руских добровољаца који су сарађивали са немачком армијом су убијени или заробљени.
Око 40.000 немачких и војника Сила Осовине је умрло само за време првих 100 дана битке 1942. године. Више од 100.000 Румуна, и 87.000 Италијана изгинуло је када су Совјети започели контраофанзиву. После тога, око 250.000 Немаца и десетине хиљада Румуна и заробљених Руса је остало унутар обруча. Од њих, неких 30.000 рањеника је авионима избављено из обруча; око 150.000 Немаца у обручу је погинуло или умрло од хладноће, глади и рана. На хиљаде је погинуло у покушају да помогне 6. армији.

#### Заробљеници
Код Стаљинграда је заробљено 91 000 немачких војника (по другим подацима – 120 000.). Од њих је само 6.000 преживело заробљеништво и вратило се кући Већ ослабљени болешћу, глађу и недостатком медицинске неге док су били у опсади, немачки заробљеници су послати у радне логоре по целом Совјетском Савезу, где је већина од њих умрла од претераног рада и слабе исхране. Њих 27.000 умрло је у првих неколико недеља по заробљавању. Неколицина виших официра је одведена у Москву где су коришћени у пропагандне сврхе. Неки, укључујући Паулуса, потписали су антихитлеровске изјаве у сврху њиховог објављивања немачким војницима. Генерал Валтер фон Зајдлиц Курцбах је понудио да оформи антихитлеровску армију од преживелих из Стаљинграда, али Совјети нису прихватили ову понуду. Тек се 1955. године неколицина преживелих заробљеника вратила у отаџбину.

## Послератна историја
Због хероизма совјетских бранилаца Стаљинграда граду је 195. додељена титула Град херој. Звијезда хероја с орденом Лењина је граду додијељена 8.маја 1965. После рата, током шездесетих година, на брду Мамајев Курган подигнут је меморијални комплекс(отворен 1967.) и колосални споменик висок 85 m под именом „Мајка Отаџбина зове!“ (рус. Родина-мать зовёт!). Меморијални комплекс обухвата срушене зидове, намерно остављене у стању затеченом после битке. Ту могу да се посете житни силос и Павловљева кућа, стамбена зграда чији су браниоци издржали два месеца док нису стигла појачања. И данас могу да се виде кости и зарђали метал на Мамајевом Кургану, симболу, како људске патње током битке, тако и успешног иако скупо плаћеног отпора немачкој инвазији.

## Обележавање
Сваке године се на Дан победе над фашизмом, 9. маја, у Москви одржава војна парада. Руски председник Владимир Путин је 9. маја 2005. године одликовао Стјепана Месића за доприносе хрватског народа у победи над фашизмом.

## Драматизације
- Стаљинградска битка (Сталинградская битва), совјетски филм из 1949, режисера Владимира Петрова у трајању од 192 минута који је сниман на историјским локацијама срушеног Стаљинграда
- Стаљинград: Пси, зар желите заувек да живите? (Hunde, wollt ihr ewig leben?), 1958. западно немачки филм из 1958, режисера Франка Визбара (Frank Wisbar)
- Стаљинград режисера Јурија Озерова
- Стаљинград, немачки филм из 1993, режисера Јозефа Вилсмајера (Joseph Vilsmaier)
- Непријатељ пред вратима, амерички филм из 2001, о снајперисти Василију Зајцеву. Режисер је Жан-Жак Ано, а глуме Џуд Ло, Ед Харис и Рејчел Вајс
- Стаљинград (Сталинград), руски филм из 2013. године. Режисер је Фјодор Бондарчук